# Leptopilina longipes
Leptopilina longipes är en stekelart som först beskrevs av Hartig 1841.  Leptopilina longipes ingår i släktet Leptopilina, och familjen glattsteklar. Arten är reproducerande i Sverige.